# Tennis aux Jeux du Commonwealth
Le tennis fait ses débuts aux Jeux du Commonwealth en 2010 à Delhi en Inde. Le tennis n'est pas au programme en 2014 et en 2018.

## Éditions
| Jeux | Année | Ville hôte | Pays d'accueil | Meilleure nation |
| ---- | ----- | ---------- | -------------- | ---------------- |
| XIXe | 2010  | Delhi      | Inde           | Australie        |

## Dernières finales

### En simple messieurs
| Tournoi      | Médaille d'or    | Médaille d'argent | Médaille de bronze |
| ------------ | ---------------- | ----------------- | ------------------ |
| 2010 à Delhi | Somdev Devvarman | Greg Jones        | Matthew Ebden      |

### En simple dames
| Tournoi      | Médaille d'or       | Médaille d'argent | Médaille de bronze |
| ------------ | ------------------- | ----------------- | ------------------ |
| 2010 à Delhi | Anastasia Rodionova | Sania Mirza       | Sally Peers        |

### En double messieurs
| Tournoi      | Médaille d'or            | Médaille d'argent         | Médaille de bronze           |
| ------------ | ------------------------ | ------------------------- | ---------------------------- |
| 2010 à Delhi | Paul Hanley Peter Luczak | Ross Hutchins Ken Skupski | Mahesh Bhupathi Leander Paes |

### En double dames
| Tournoi      | Médaille d'or                   | Médaille d'argent             | Médaille de bronze              |
| ------------ | ------------------------------- | ----------------------------- | ------------------------------- |
| 2010 à Delhi | Anastasia Rodionova Sally Peers | Olivia Rogowska Jessica Moore | Sania Mirza Rushmi Chakravarthi |

### En double mixte
| Tournoi      | Médaille d'or             | Médaille d'argent               | Médaille de bronze        |
| ------------ | ------------------------- | ------------------------------- | ------------------------- |
| 2010 à Delhi | Jocelyn Rae Colin Fleming | Anastasia Rodionova Paul Hanley | Sarah Borwell Ken Skupski |

## Tableau des médailles
Mis à jour après les Jeux du Commonwealth 2014.
| Rang  | Nation     | Or | Argent | Bronze | Total |
| ----- | ---------- | -- | ------ | ------ | ----- |
| 1     | Australie  | 3  | 3      | 2      | 8     |
| 2     | Inde       | 1  | 1      | 2      | 4     |
| 3     | Écosse     | 1  | 0      | 0      | 1     |
| 4     | Angleterre | 0  | 1      | 1      | 2     |
| Total | Total      | 5  | 5      | 5      | 15    |

## Source de la traduction
- (en) Cet article est partiellement ou en totalité issu de l’article de Wikipédia en anglais intitulé « Tennis at the Commonwealth Games » (voir la liste des auteurs).